# Sandiás (Huesca)
Sandiás es una localidad despoblada española de la comarca del Alto Gállego, en la comunidad autónoma de Aragón. Pertenece al municipio de Sabiñánigo, en la provincia de Huesca. 

## Geografía
Se enclava en el valle del río Guarga, zona que es también conocida como la Guarguera.

## Demografía

### Localidad
Datos demográficos de la localidad de Sandiás desde 1900:
| --                    | -- | 11 | 15 | 18 | -- | -- | -- |
| (Fuente: IAEST e INE) |    |    |    |    |    |    |    |

- Datos referidos a la población de derecho.

### Antiguo municipio
Datos demográficos del municipio de Sandiás desde 1842:
| 12            | -- | -- | -- | -- | -- | -- | -- | -- |
| (Fuente: INE) |    |    |    |    |    |    |    |    |

- Entre el censo de 1857 y el anterior, este municipio desaparece porque se integra en el municipio de Ordovés y Alavés.
- Datos referidos a la población de derecho, excepto en los censos de 1857 y 1860 que se refieren a la población de hecho.